# Oman Investment Fund
Der Oman Investment Fund (OIF, arabisch صندوق عمان للاستثمار, DMG Ṣundūq ʿUmān li-l-Istiṯmār; früher Oman Oil Fund) war ein Staatsfonds des Oman, der 2006 gemäß einem königlichen Erlass Seiner Majestät des Sultans von Oman gegründet wurde. Der Fonds wurde 2020 aufgelöst und sein gesamtes Vermögen an die neu geschaffene Oman Investment Authority übertragen.

## Geschichte
Der Oman Investment Fund wurde 2006 als Nachfolger des Oman Oil Fund gegründet, der 1993 gegründet worden war, um in die heimische Ölindustrie zu investieren. Der Fonds erhielt von der omanischen Regierung zusätzlich eine Milliarde US-Dollar, wodurch sein verwaltetes Vermögen erweitert wurde.
2016 beteiligte sich der OIF am omanischen Unternehmen Kunooz mit 20 %.
Aufgrund eines königlichen Erlasses im Juni 2020 wurden die meisten Staatsfonds des Landes, darunter der Oman Investment Fund und der State General Reserve Fund (SGRF), in der neu gegründeten Oman Investment Authority zusammengeführt. Vor seiner Schließung verfügte der Oman Investment Fund über ein Vermögen von rund 3,4 Milliarden US-Dollar.